# Cliff Simon
Cliff Simon, född 7 september 1962 i Johannesburg, Sydafrika, död 9 mars 2021 i Topanga nära Los Angeles, USA, var en sydafrikansk simmare och skådespelare. Han blev bland annat känd för sin roll som Goa'Ulden Ba'al i TV-serien Stargate SG-1.

## Simkarriär
Redan som ung aspirerade han att bli den första sydafrikanske simmaren att vinna olympiskt guld. Hans mamma var simlärare och lärde honom som mycket ung. Vid sex års ålder började han visa sina talanger inom gymnastik. Vid 15 års ålder var han på landslagsnivå i Sydafrika i både gymnastik och simning, men han valde att sluta med gymnastiken för att kunna fokusera på simningen.
1975 beslutade hans föräldrar sig för att emigrera till Storbritannien på grund av oroligheterna i Afrika. Det var där han slutförde sin skolgång och blev uttagen till det brittiska simlandslaget. Han deltog i de olympiska kvalificeringstävlingarna och kvalificerade sig till de Olympiska sommarspelen 1984 i Los Angeles. Han erbjöds stipendium vid University of Houston och Southern Methodist University, där han tränade med det amerikanska simlandslaget. Detta skulle ha lett till deltagande vid OS 1984, men efter tre års intensivt tränande valde han att sluta och flytta tillbaka till Sydafrika.

## Skådespelarkarriär
Efter att han slutfört värnplikten 1982 började han att arbeta som windsurfings- och vattenskidåkningsintruktör på ett hotell. En scenproduktion skulle göras på hotellet och Cliff fick veta att man sökte efter en gymnast, han förstod då att det skulle bli det första steget i hans karriär på scenen. Han uppträdde som dansare och akrobat i uppsättningar över hela världen och fick till slut sin drömroll att uppträda på Moulin Rouge i Paris 1989.
När han studerade drama i Sydafrika försörjde han sig som modell och var bland annat med i olika reklamfilmer. Han blev känd som modell i Sydafrika och fick förfrågan att vara med i Mr. South Africa talent and action man, som han vann 1992 och erbjöds en audition i den framgångsrika TV-serien Egoli – Place of Gold. Efter att ha haft en gästroll i serien i tre månader, fick han huvudrollen, som han innehade i sex år.
1997 gifte han sig med sin flickvän Colette. Efter att personligen drabbas av den höga brottsligheten i Johannesburg beslutade han sig för att emigrera till USA, i hopp om en bättre livskvalitet och chansen att utveckla sin skådespelarkarriär. När han kom till Los Angeles 2000 skaffade han sig en agent och fick en gästroll med Don Johnson i TV-serien Nash Bridges. Kort därefter fick han gästrollen som Ba'al i Stargate SG-1 under fem säsonger.

## Död
Simon avled 2021, 58 år gammal, i en kitesurfingolycka i Topanga, nära Malibu.

## Filmografi

### Filmer
- 2000 – Operation Al Qaeda – Austin
- 2008 – Stargate: Continuum – Ba'al

### TV-serier
- 1992-–1999 – Egoli – Place of Gold – Gregory (Mitch) Mitchel, okänt antal avsnitt
- 2000 – Nash Bridges – Dirk van der Goes, 1 avsnitt
- 2001–2007 - Stargate SG-1 – Ba'al, 15 avsnitt